# Kanton Beaumont-sur-Oise
Der Kanton Beaumont-sur-Oise war von 1967 bis 2015 ein französischer Wahlkreis im Arrondissement Pontoise, im Département Val-d’Oise und in der Region Île-de-France; sein Hauptort war Beaumont-sur-Oise.

## Gemeinden
Der Kanton bestand aus acht Gemeinden:
| Gemeinde           | Einwohner Jahr | Fläche km² | Bevölkerungsdichte | Code INSEE | Postleitzahl |
| ------------------ | -------------- | ---------- | ------------------ | ---------- | ------------ |
| Beaumont-sur-Oise  | 9.607 (2013)   | 5,6        | 1716 Einw./km²     | 95052      | 95260        |
| Bernes-sur-Oise    | 2.600 (2013)   | 5,45       | 477 Einw./km²      | 95058      | 95340        |
| Bruyères-sur-Oise  | 4.078 (2013)   | 8,91       | 458 Einw./km²      | 95116      | 95820        |
| Champagne-sur-Oise | 4.717 (2013)   | 9,45       | 499 Einw./km²      | 95134      | 95660        |
| Mours              | 1.354 (2013)   | 2,45       | 553 Einw./km²      | 95436      | 95260        |
| Nointel            | 819 (2013)     | 3,2        | 256 Einw./km²      | 95452      | 95590        |
| Persan             | 11.809 (2013)  | 5,14       | 2297 Einw./km²     | 95487      | 95340        |
| Ronquerolles       | 857 (2013)     | 4,74       | 181 Einw./km²      | 95529      | 95340        |

## Bevölkerungsentwicklung
| 1968   | 1975   | 1982   | 1990   | 1999   | 2006   | 2011   |
| ------ | ------ | ------ | ------ | ------ | ------ | ------ |
| 19.546 | 24.484 | 26.670 | 31.126 | 30.461 | 31.876 | 33.899 |